# Notropis potteri
Notropis potteri är en fiskart som beskrevs av Hubbs och Bonham, 1951. Notropis potteri ingår i släktet Notropis och familjen karpfiskar. Inga underarter finns listade i Catalogue of Life.